# Zürcher Schule (Soziale Arbeit)
Die Zürcher Schule und ihr Systemtheoretisches Paradigma der Sozialen Arbeit (SPSA) wurden von Silvia Staub-Bernasconi, Werner Obrecht, Kaspar Geiser, Ruth Brack und weiteren Sozialarbeitswissenschaftlern als Theorieansatz der Sozialen Arbeit entwickelt. Man nennt dies auch die prozessual-systemische Soziale Arbeit.
Dieser systemtheoretische Ansatz versteht sich als systemische  Handlungswissenschaft Sozialer Arbeit und basiert auf einer Form der Systemtheorie, die auf Mario Bunge zurückgeht und im Wissenschaftsdiskurs als „emergentistischer Systemismus“ bezeichnet wird. Entsprechend wird die Systemtheorie der Zürcher Schule auch als prozessual-systemische Theorie, teils auch als ermergente Systemtheorie (oder emergentistische Systemtheorie) bezeichnet. Sie grenzt sich von anderen Systemtheorien ab, insbesondere von der Systemtheorie nach Niklas Luhmann.
Die seitens der Zürcher Schule vertretene Theorie grenzt sich zudem gegenüber individuumszentierten Theorien einerseits sowie ausschliesslich gesellschaftsorientierten Theorien anderseits ab. Sie soll im Gegensatz hierzu „eine theoretisch begründete und gleichzeitige Betrachtung des Mikrosozialen wie auch des Makrosozialen“ erlauben.
Die Theorie entstand in ihren Anfängen an der Hochschule für Soziale Arbeit in Zürich, die 2007 in der Zürcher Hochschule für Angewandte Wissenschaften aufging. Sie wird inzwischen auch außerhalb der Schweiz gelehrt – seit 1998 an der TU Berlin und seit 2002 auch am MRMA-Zentrum in Berlin.

## Zürcher Schule – ein theoretisches Modell Sozialer Arbeit

### Systemtheoretisches Paradigma der Disziplin und der Profession der Sozialen Arbeit
Die Zürcher Schule hat seit den 1980er Jahren das Systemtheoretische Paradigma der Disziplin und der Profession der Sozialen Arbeit ausgearbeitet. Die Struktur Sozialer Arbeit gliedert sich hiernach wie folgt:
I. Metawissenschaften
1. Substantive Metawissenschaften: Geschichte, Soziologie, Ökonomie und Politikwissenschaft der Wissenschaft der Sozialen Arbeit;
2. Metatheorie: Ontologie, Axiologie/Ethik, Erkenntnis- und Wissenschaftstheorie, philosophische Handlungstheorie.

II. Objekttheorien
Biologie, Psychobiologie/Psychologie, Sozialpsychologie, Soziologie, Ökonomie, Politikwissenschaft und Ethnologie.
III. Allgemeine normative Handlungstheorie
1. Feststellen eines praktischen Problems als Beschreibungsanlass;
2. Beschreibung (in Termini von empirischen und theoretischen Begriffen, die Komponenten von erklärungskräftigen Theorien sind = nicht integriertes begriffliches Bild);
3. Erklärung (mittels Theorien = erklärtes, d. h. integriertes begriffliches Bild);
4. Prognose (mittels erklärtem Bild und Theorie = Zukunftsbild);
5. Praktisches Problem (Vergleich Zukunftsbild mit Sollwert: Differenz = Problem);
6. Handlungsziel (mittels Prognose, Werten und situativ mutmaßlich effektiven Regeln der Intervention = Bild eines gewünschten zukünftigen Zustandes);
7. Handlungsplan (mittels Gegenwartsbild und Ziel, sowie Interventionsregeln);
8. Realisation (mittels Gegenwartsbild, Ziel und Handlungsplan);
9. Evaluation (Vergleich zwischen dem neuen Gegenwartsbild und dem Ziel, sowie Erklärung von Abweichungen mittels Theorie).

IV. Spezielle Handlungstheorien
Ressourcenerschließung, Bewusstseinsbildung, Modellveränderung, Handlungskompetenztraining, soziale Vernetzung, Umgang mit Machtquellen, Kriterien- und Öffentlichkeitsarbeit und Sozialmanagement.

### Gegenstand der Sozialen Arbeit
Im deutschsprachigen Raum werden gegenwärtig verschiedene theoretische Ansätze Sozialer Arbeit diskutiert. Dabei gilt dieser Ansatz der Zürcher Schule, der seit Anfang der 1980er Jahre von Silvia Staub-Bernasconi, Werner Obrecht, Kaspar Geiser und Anderen ausgearbeitet wird, als konsistentes und am weitesten ausgearbeitetes theoretisches Modell (von der Metatheorie über die Objekttheorien bis zum Interventionswissen), das auch kompatibel ist mit der internationalen Definition Sozialer Arbeit. Gegenstand Sozialer Arbeit ist hiernach das Lösen, Lindern oder Verhindern praktischer sozialer Probleme, die sich aus einer unzureichenden Integration von Individuen in ihren sozialen Systemen ergibt, was gleichbedeutend ist, seine biopsychosozialen Bedürfnisse dauerhaft nicht befriedigen zu können.
Ein „soziales Problem“ ist in der Sicht des systemtheoretischen Paradigmas der Sozialen Arbeit ein praktisches Problem, das ein sozialer Akteur mit dessen interaktiven Einbindung und Position (Rollen-Status) in den sozialen Systemen hat, deren Mitglied er ist. Ein solches Problem äußert sich als Spannungszustand (Bedürfnis) innerhalb des Nervensystems als Folge des Auseinanderfallens zwischen einem im Organismus registrierten Ist-Wert in Form des Bildes oder internen Modells des Individuums in seiner Situation und einem organismisch repräsentierten Soll-Wert (Bedürfnisbefriedigung). Dieser Spannungszustand kann mit den verfügbaren internen (Motivation, Wissen und Können) und externen Ressourcen (vorderhand oder endgültig) nicht reduziert werden. Zentrale Grundlage für die Erklärung eines sozialen Problems ist die von Staub-Bernasconi in Umrissen konzipierte und von Obrecht ausformulierte Bedürfnistheorie.

### Bedürfnistheorie
Menschen sind im systemtheoretischen Paradigma psychobiologische Systeme, die dank ihrer psychobiologischen Ausstattung – genauer den plastischen, lernfähigen Regionen des Gehirns – wissen, dass sie wissen, fühlen, urteilen, denken und handeln und dass sie psychische, soziale und kulturelle Gegebenheiten auch dank ihrer Erkenntnis- und Handlungskompetenzen entwickeln und neu gestalten können.
Menschen haben Bedürfnisse. Das Bedürfnis ist gemäß Obrecht als interner Zustand definiert, der mehr oder weniger weit weg liegt von dem für den Organismus befriedigenden Zustand (Wohlbefinden). Dieser wird innerhalb des Nervensystems registriert und der resultierende Spannungszustand motiviert den Organismus zu einer Kompensation des entstandenen Defizits durch ein nach außen gerichtetes („overtes“) Verhalten.
Es geht folglich um die Wiederherstellung innerer „Soll-Werte“. Dieses Verhalten ist als Folge von Lernprozessen der Tendenz nach geeignet, das Defizit zu kompensieren. Wenn die Situation als hinderlich oder bedrohlich beurteilt wird, kommt es zu einer inneren Reaktion der Bedürfnisunterdrückung oder eines Bedürfnisaufschubs.
Jedes Verhalten ist in der Regel gleichzeitig von mehreren Bedürfnissen motiviert. Wünsche dagegen sind bewusst gewordene und in Begriffen des jeweiligen Individuums definierte Bedürfnisse – und zwar in Form von mehr oder weniger konkreten Zielen. In der Regel beziehen sich die Formulierungen auf äußere Situationen und Ressourcen (Bedarf), von denen sich das Individuum – bewusst oder nicht bewusst – die Befriedigung bestimmter Wünsche oder Bedürfnisse verspricht. Wünsche sind (kulturell) gelernt, Bedürfnisse sind durch die Struktur des psychobiologischen Individuums gegeben.
Da die Bedürfnisse organismischer Natur – das heißt als Soll-Werte im Organismus des Menschen verankert sind – sind sie, im Unterschied zu den Normen und Werten sowie den Ressourcen und (Sozial-)Politiken, die sich innerhalb von Gesellschaften zu ihrer Befriedigung entwickeln, universell.
Dabei ist es nicht so, dass ein Mensch genau und bewusst wahrnimmt, dass Bedürfnis X zu diesem und jenem Grad nicht befriedigt ist. Vielmehr wirken (unbefriedigte) Bedürfnisse wie Affekte als unbewusste, interne Motivatoren für den Menschen, etwas gegen den unbefriedigenden Zustand zu unternehmen. In der Folge beginnt der Mensch in irgendeiner Weise zu handeln, von der er hofft oder durch Erfahrung weiß, dass sie ihm helfen wird, den unbefriedigenden Zustand in Richtung eines besseren zu verändern. Dabei kann sich der Mensch in seiner Vorgehensweise auch irren und Handlungen vollziehen, die eine Bedürfnisbefriedigung nur vortäuschen (Gebrauch psychoaktiver Substanzen).
Aufgrund der Funktion von Bedürfnissen im Hinblick auf die Erhaltung der internen Struktur menschlicher Organismen und damit menschlichen Wohlbefindens, sind drei übergeordnete Klassen von Bedürfnissen unterscheidbar:
Biologische Bedürfnisse
Bedürfnisse im engeren Sinne, die bedingt sind durch den Umstand, dass Organismen selbstgesteuerte, autopoietische Systeme sind:
1. nach physischer Integrität;
2. nach den für die Autopoiese erforderlichen Austauschstoffen;
3. nach Regenerierung;
4. nach sexueller Aktivität und nach Fortpflanzung.

Biopsychische Bedürfnisse
Bedürfnisse, die bedingt sind durch den Umstand, dass die Steuerung durch ein komplexes und plastisches Nervensystem erfolgt, dessen angemessenes Funktionieren von einer bestimmten quantitativen und qualitativen sensorischen Grundstimulation sowie – in Bezug auf den aktuellen Bedarf des Gehirns – hinreichenden Informationen abhängt:
1. nach wahrnehmungsgerechter sensorischer Stimulation;
2. nach schönen Formen in spezifischen Bereichen des Erlebens;
3. nach Abwechslung/Stimulation;
4. nach assimilierbarer orientierungs- und handlungsrelevanter Information;
5. nach subjektiv relevanten (affektiv besetzten) Zielen und Hoffnung auf Erfüllung;
6. nach effektiven Fertigkeiten, Fähigkeiten, Regeln und (sozialen) Normen zur Bewältigung von (wiederkehrenden) Situationen, abhängig von den subjektiv relevanten Zielen;

Biopsychosoziale Bedürfnisse
Durch den Umstand bedingte Bedürfnisse, dass Menschen selbstwissensfähig sind und ihr Verhalten innerhalb ihrer sozialen Umgebung über emotio-kognitive Prozesse regulieren:
1. nach emotionaler Zuwendung (Liebe, Freundschaft, aktiv oder passiv);
2. nach spontaner Hilfe;
3. nach sozial(kulturell)er Zugehörigkeit durch Teilnahme;
4. nach Unverwechselbarkeit (Identität);
5. nach Autonomie;
6. nach sozialer Anerkennung (Funktion, Leistung, Rang);
7. nach (Austausch-)Gerechtigkeit;

Es gibt ferner Bedürfnisse, deren Befriedigung keinen oder nur wenig Aufschub dulden, ohne dass der Organismus kollabiert, wie Ausfall von Sauerstoff, Nahrung (unelastische Bedürfnisse), und andere, die ohne größeren Schaden für den Organismus auch längere Zeit unerfüllt bleiben können (elastische Bedürfnisse), wie Anerkennung, Gerechtigkeit.
Es wäre allerdings ein Trugschluss anzunehmen, dass wenn letztere nicht befriedigt werden, dies weniger problematisch sei. Unbefriedigte Bedürfnisse können immer negative Folgen für das individuelle Wohlbefinden haben und oft auch für das soziokulturelle Umfeld des Individuums.

### Austausch- und Machtbeziehungen
Gemäß der Zürcher Schule treten soziale Probleme im Rahmen sozialer Interaktionen auf zwei Ebenen auf (horizontal: (idealtypisch) Austauschbeziehungen und vertikal: (idealtypisch) Machtbeziehungen).
Probleme im Bereich von Austauschbeziehungen
- Unfreiwilliges Alleinsein, fehlende Mitgliedschaften, letztlich soziale Isolation: Nicht erfüllt ist das Bedürfnis nach Beziehungen und Austausch.
- Gebundensein in letztlich belastenden Pflichtbeziehungen wie etwa starke Familienbindungen, Nicht-Ablösungen von den Eltern oder früheren Partner – solche Beziehungen nicht beeinflussen zu können: nicht erfüllt ist das Bedürfnis nach Autonomie.
- Sozialer Ausschluss aufgrund von kulturellen Differenzen, mangels Sprachkenntnissen, wegen fehlender Orientierung über Gemeinwesen und Institutionen – im Extremfall Diskriminierung aufgrund von Alter, Geschlecht, Hautfarbe: Nicht erfüllt ist das Bedürfnis nach sozial(kulturell)er Zugehörigkeit/Mitgliedschaft.
- Ungerechte, auf Dauer einseitige oder ungleichwertige Tauschbeziehungen im privaten und/oder beruflichen Bereich („Ausgenutztwerden“, Privilegierung anderer): Nicht erfüllt ist das Bedürfnis nach (Tausch-)Gerechtigkeit.

Probleme im Bereich von Machtbeziehungen (soziale Position)
- Unmöglichkeit, Einfluss auf den Zugang zu Ressourcen zu nehmen, die für die Bedürfnisbefriedigung unerlässlich sind – Ohnmacht gegenüber illegitimer Macht (absolute Armut ohne Rechtsanspruch auf Hilfe): Nicht erfüllt ist das Bedürfnis nach Kompetenz und Kontrolle in Bezug auf soziale Kontexte.
- Tiefer Status (etwa ungenügende Bildung, keine Beschäftigung, kein aufgrund eigener Leistung erzieltes Einkommen). Statusunvollständigkeit (2) (etwa wohl gute Bildung, aber keine Beschäftigung und deshalb auf Sozialhilfe angewiesen) und Statusungleichgewicht (3) (etwa Beschäftigung und Einkommen entsprechen nicht dem Bildungsstatus): Nicht erfüllt ist das Bedürfnis nach Zugehörigkeit/Mitgliedschaft.
- Fremdbestimmung (Heteronomie) wie Sklaverei, aber auch durch künstliche Verknappung lebensnotwendiger Güter oder durch Drohung und Gewalt: Nicht erfüllt ist das Bedürfnis nach Autonomie.
- Soziale Deklassierung, dauerhaft fehlende soziale Anerkennung, allenfalls soziale Verachtung (möglicherweise aufgrund kultureller Merkmale): Nicht erfüllt ist das Bedürfnis nach sozialer Anerkennung.

### Modell der systemischen Denkfigur
Das Modell der systemischen Denkfigur, das von Kaspar Geiser auf der Grundlage des von Silvia Staub-Bernasconi entwickelten prozessual-systemischen Theorieansatzes ausdifferenziert wurde, ist ein professionelles Strukturierungsinstrument, um psychosoziale Sachverhalte aus der Sicht der Sozialen Arbeit beschreiben zu können. Soziale Probleme werden in individuelle Ausstattungsprobleme, soziale Austauschbeziehungen, soziale Machtbeziehungen und in Werte- und Kriterienprobleme unterteilt:
Ausstattungsprobleme
Menschen haben individuelle Eigenschaften mit auch sozialer Bedeutung. Diese Eigenschaften stellen in sozialen Beziehungen (Austausch- und/oder Machtbeziehungen) Ressourcen oder eben Defizite dar. Folgende Bereiche sind hierbei bei der individuellen Ausstattung sozial relevant:
- Fehlende, gesellschaftlich be- oder verhinderte Entwicklung von Erkenntniskompetenzen (= eingeschränkte Informationsverarbeitung): Rigider und/oder einseitiger Erlebensmodus. Eintreffende Reize werden einseitig entweder in gut/böse, angenehm/unangenehm oder wahr/unwahr verarbeitet. Problematisch erscheinen Erlebensmodi auch, welche hinsichtlich der Situation bzw. Problembearbeitung nicht effektiv sind (= situationsunangemessener normativer, kognitiver oder emotional-ästhetischer Erlebensmodus). Beeinträchtigt ist das Bedürfnis nach wahrnehmungsgerechter, sensorischer Stimulation, orientierungsrelevanter Information; nach Verstehen, was in einem und um einen herum vorgeht.
- Mängel oder Überschüsse in Bezug auf körperliche Zustände und Prozesse, welche die Gesundheit, die körperliche Integrität und die körperliche Leistungsfähigkeit beeinträchtigen: Oft entstehen soziale Benachteiligungen aufgrund biologischer Eigenschaften. Beispiele sind Hunger, Krankheit, Behinderung und vor allem deren psychische und soziale Folgen; ferner Körpermerkmale, die nicht der gesellschaftlichen „Norm“ entsprechen (zu groß, zu fettleibig); ferner physische, psychische und soziale Folgen von direkter Gewalt, auch Selbstverletzungen. Beeinträchtigt ist das Bedürfnis nach physischer Unversehrtheit; nach für die Autopoiese erforderliche Austauschstoffen, nach gesellschaftlicher Anerkennung.
- Mangel in der Ausstattung mit Wissensformen = problematische Selbst-, Fremd- und Gesellschaftsbilder: Unterkomplexe Selbst- und Umweltbilder, die sich in Perspektivenlosigkeit, Selbstentwertung, Entwertung anderer Individuen oder sozialen Kategorien sowie in fehlendem Werte- und Handlungswissen und in Vorurteilen ausdrücken können, erzeugen im sozialen Kontext oftmals sozialproblematische Sachverhalte, die sich in Rassismus, Sexismus, Ethnozentrismus, Klassismus oder anderen nicht-menschengerechten Interaktionsverhältnissen (Macht- und Austauschbeziehungen) äußern. Beeinträchtigt ist das Bedürfnis nach Sinn, nach subjektiv relevanten Zielen und Hoffnung auf deren Erfüllung; nach sozialer Anerkennung, nach subjektiver Gewissheit in den subjektiv relevanten Fragen.
- Fehlende, gesellschaftlich be- oder verhinderte Entwicklung von Handlungskompetenzen- im Besonderen sozial abweichendes Verhalten: Menschen zeigen sich unfähig, sich situations-, problem-, ziel- und/oder rollenadäquat zu verhalten. Mangelhafte Ausstattung mit Wissensformen impliziert in der Regel auch einen Mangel an Handlungskompetenzen. Es fehlt oft die für die Erledigung einer Aufgabe notwendigen Fertigkeiten. Die Dominanz einer bestimmten Handlungsweise, ungeachtet des anstehenden Problems und/oder des sozialen Kontexts, ist problematisch (Redeschwall; nicht zuhören können; davonlaufen im Konfliktfall; Gewalt; Bürokratismus). Beeinträchtigt ist das Bedürfnis nach Fertigkeiten und Regeln zur Bewältigung von wiederkehrenden wie unvoraussehbaren Situationen; Kontroll-/Kompetenzbedürfnis.
- Zu geringe oder fehlende sozioökonomische Ausstattung (für individuelle Bedürfnisbefriedigungen, die nur über die Teilhabe an den sozioökonomischen Ressourcen einer Gesellschaft möglich sind (Bildung, Erwerbsarbeit, Einkommen)); und damit einhergehend gesellschaftliche Integration auf tiefem Niveau beziehungsweise unvollständige soziale Integration (tiefes Bildungs-, Beschäftigungs-, Einkommensniveau; fehlende Bildungsabschlüsse/ Schul-Dropout, Erwerbslosigkeit, Armut, Verschuldung ohne Einkommen).
- Fehlende, gesellschaftlich be- oder verhinderte soziale Mitgliedschaften: soziale Isolation oder erzwungener Ausschluss aus sozialen Systemen. Beeinträchtigt ist das Bedürfnis nach sozialkultureller Zugehörigkeit, sozialen Mitgliedschaften, Anerkennung.

Austauschprobleme
Die jeweiligen individuellen Eigenschaften (Ressourcen oder Defizite) der Ausstattungsdimensionen werden in Austauschbeziehungen zu den jeweiligen (Aus-)Tauschmedien. (Sozial-)Problematisch sind Austauschbeziehungen, die über eine längere Zeitspanne nicht gegenseitig (reziprok) und gleichwertig (äquivalent) und damit nicht symmetrisch sind. Ein Mitglied des sozialen Systems leidet dann, wenn es ihm in seinem sozialen Kontext dauerhaft nicht möglich ist, seine grundlegenden biopsychosozialen Bedürfnisse zu befriedigen. Problematische Austauschbeziehungen können sich auf folgenden Ebenen zeigen:
- körperlich: unbefriedigende sexuell-erotische Beziehungen; sexuelle Gewaltformen (Verletzung des Bedürfnisses nach sexueller Aktivität und physischer Integrität);
- sozioökonomisch: ungleicher, unfairer Tausch von Gütern, Ressourcen aller Art (Verletzung des Bedürfnisses nach Austauschgerechtigkeit);
- die psychische Ebene des Erlebens/Erkennens betreffend: be- oder verhinderte gemeinsame Erkenntnis-/Empathie-/Reflexionsprozesse (Verletzung des Bedürfnisses nach Austauschgerechtigkeit);
- die psychische Ebene des Wissens betreffend: kulturelle Verständigungsbarrieren, ein- oder gegenseitige Etikettierung und Stigmatisierung, Ethnozentrismus (Verletzung des Bedürfnisses nach Respekt vor Unverwechselbarkeit/Einmaligkeit, nach Liebe und Anerkennung);
- die Handlungsebene betreffend: be- oder verhinderte Kooperationsprozesse (u. a. Verletzung des Bedürfnisses nach Anerkennung von Leistung).

Machtprobleme
Die jeweiligen individuellen Eigenschaften (Ressourcen oder Defizite) der Ausstattungsdimensionen werden in Machtbeziehungen zu den jeweiligen Machtquellen. Ersichtlich wird dadurch, dass das Ausmaß der jeweiligen Ausstattungsdimensionen eines Individuums Rückschluss auf das Ausmaß seiner jeweiligen Machtquellen gibt. Machtlose verfügen hauptsächlich über ihren Körper, Machtträger verfügen im Prinzip über alle Machtquellen auf hohem Niveau:
- die körperliche Ausstattung oder der Körper wird zur Machtquelle (beispielsweise für Demonstrationen, Streiks, Absentismus bis zum Hungerstreik);
- die sozioökonomische Ausstattung (Geld/Kapital, Bildungstitel) und weitere Ressourcen werden zur sozioökonomischen Machtquelle;
- die Ausstattung mit Erkenntniskompetenzen einschließlich Sprache/Kompetenz wird zur Quelle für Artikulationsmacht;
- die Ausstattung mit Bedeutungssystemen/Wissen wird zur Quelle für Definitionsmacht;
- die Ausstattung mit Handlungskompetenzen wird zur Quelle für Autorität und Positionsmacht;
- die Ausstattung mit informellen sozialen Beziehungen und formellen Mitgliedschaften wird zur Quelle für Organisationsmacht.

Problematische Regeln der Sozial- und Machtstruktur als Kriterien- und Wertprobleme
- soziale Regeln der Ressourcenverteilung, die Ungerechtigkeit, insbesondere Diskriminierung und Privilegierung im Zusammenhang mit gesellschaftlicher Schichtung bewirken (etwa geschlechts- oder schichtbezogene Bildungs-, Lohn-, Karrierediskriminierung als unfaire Schichtung);
- soziale Regeln der Anordnung bzw. Arbeitsteilung zwischen Menschen, die Herrschaft, insbesondere Funktionalisierung des Körpers, sozioökonomische Ausbeutung, kulturelle Kolonisierung, psychische und sozialtechnologische Manipulation bewirken;
- soziale Regeln/Normen der Anordnung von vergesellschafteten, obersten Ideen zur Begründung und damit Legitimierung von Ungerechtigkeitsordnungen, das heißt a) von unfairer Schichtung und b) von Herrschaft über Menschen, zum Beispiel Natur, Geschichte, Gott/Religion, Erbfolge, Tradition, das Volksganze, Geschlecht, die unsichtbare Hand des Marktes usw. als unantastbare, unveränderbare Legitimationsmuster, die in Verfassungen, Gesetze, Notstandsgesetze, Verordnungen usw. Eingang finden (kulturell legitimierte strukturelle Gewalt);
- soziale Regeln der Kontrolle und Erzwingung der Einhaltung der aufgeführten sozialen Regeln (soziale Kontrolle, Sanktionsmacht): willkürliche Verfahren und ausschließlich repressive Sanktionsmittel.

### Soziale Arbeit und ihr Interventionswissen (methodisches Handeln)
Soziale Arbeit als Disziplin erforscht die Zusammenhänge der sozialen Problementstehung und Problemlösung. Soziale Arbeit als Profession arbeitet an der Lösung und der möglichen Prävention dieser Probleme. Silvia Staub-Bernasconi betont den fachlichen Auftrag einer Sozialen Arbeit als (eine) Menschenrechtsprofession, die die Verletzung von Menschenrechten (in Bezug auf organismisch verankerten biopsychosozialen Bedürfnissen) lokal, national und global erkennen und benennen soll und sich als wert- und bedürfnisorientierte Disziplin und Profession an der Minimierung von Menschenrechtsverletzungen beteiligen soll. Vgl. auch: Menschenrechte und Kinderrechte. Nach Silvia Staub-Bernasconi gilt es zukünftig spezielle problembezogene Arbeitsweisen (= spezielle Handlungstheorien) systematisch auszuarbeiten:
1. Bewusstseinsbildung (im Zusammenhang mit problematischer Ausstattung mit Erlebens- und Erkenntniskompetenzen),
2. Handlungskompetenz-Training und Teilnahmeförderung (im Zusammenhang mit problematischer Ausstattung mit Handlungskompetenzen),
3. Kriterien (Werte und Normen/Standards) und Öffentlichkeitsarbeit (im Zusammenhang mit fehlenden und/oder problematischen gesellschaftlich kodifizierten Werten) Ressourcenerschließung (im Zusammenhang mit problematischer sozioökonomischer Ausstattung),
4. Modell-/Identitäts- und Kulturveränderung (im Zusammenhang mit problematischer Ausstattung mit Selbst- und Umweltbildern),
5. soziale Vernetzung (im Zusammenhang mit problematischen Austauschbeziehungen),
6. Umgang mit Machtquellen (im Zusammenhang mit problematischen Machtbeziehungen).

In der Nachkriegszeit bis in die späten 1980er Jahre galten die Einzelfallhilfe, die soziale Gruppenarbeit und Gemeinwesenarbeit als die drei Methoden der Sozialen Arbeit. Heute bezeichnet man damit lediglich das soziale Niveau, auf dem bestimmte praktische soziale Probleme von Individuen gelöst werden sollen, sprich: Individuum, Mikro-, Meso-, Makrosystem oder Gesellschaft. Die Vorgehensweise bei der Lösung von sozialen Problemen, also das methodische Handeln, orientiert sich dabei an der allgemeinen normativen Handlungstheorie (Obrecht) und findet ihre Entsprechung in der Methodik der Medizin oder der Psychologie. Konkret beinhaltet dies die sogenannten „W-Fragen“:
1. Feststellen eines praktischen Problems als Beschreibungsanlass (Anamnese, Symptomatik, WAS-Frage)
2. Beschreibung (in Termini von empirischen und theoretischen Begriffen, die Komponenten von erklärungskräftigen Theorien sind = nicht integriertes begriffliches Bild) (Diagnose, WAS-Frage)
3. Erklärung (mittels Theorien = erklärtes, d. h. integriertes begriffliches Bild) (Ätiopathogenese, WARUM-Frage)
4. Prognose (mittels erklärtem Bild und Theorie = Zukunftsbild) (Prognose, WOHIN-Frage)
5. Praktisches Problem (Vergleich Zukunftsbild mit Sollwert: Differenz = Problem) (WAS-IST-(NICHT)-GUT-Frage)
6. Handlungsziel (mittels Prognose, Werten und situativ mutmaßlich effektiven Regeln der Intervention = Bild eines gewünschten zukünftigen Zustandes);
7. Handlungsplan (mittels Gegenwartsbild und Ziel, sowie Interventionsregeln)(Therapie, WIE-Frage)
8. Realisation (mittels Gegenwartsbild, Ziel und Handlungsplan) (WOMIT-Frage)
9. Evaluation (Vergleich zwischen dem neuen Gegenwartsbild und dem Ziel, sowie Erklärung von Abweichungen mittels Theorie).

## Abgrenzung
Die Systemtheorie der Zürcher Schule grenzt sich von anderen Systemtheorien ab, insbesondere von der Systemtheorie nach Niklas Luhmann.
Laut Michael Klassen vernachlässigt die Luhmannsche Theorie „Differenzierungsformen moderner Gesellschaften, die insbesondere für die Soziale Arbeit von herausragender Bedeutung sind, wie z. Klassen- und Kastendifferenzierungen, national-ethnische/kulturelle und geschlechtsspezifische strukturelle Differenzierungen“. Diese Theorie vermöge daher auch „keine Antwort auf die Frage zu liefern, wie Soziale Arbeit auf Klassenherrschaft, Rassismus, Ethnozentrismus, ethnische Säuberungen, geschlechtsspezigische Benachteiligungen ihrer Klientel und Gewalt zu reagieren hat.“